# Élections législatives de 2012 dans la Creuse
Les élections législatives françaises de 2012 se déroulent les 10 et 17 juin 2012. Dans le département de la Creuse, un député est à élire dans le cadre d'une seule circonscription, soit une de moins par rapport à la législature précédente, à la suite du redécoupage électoral.

## Élus
|   | Circonscription | Député sortant  |  | Parti | Député élu ou réélu |                | Parti          |
| - | --------------- | --------------- |  | ----- | ------------------- | -------------- | -------------- |
| ≠ | 1re             | Michel Vergnier |  | PS    | Michel Vergnier     |                | PS             |
| – | 2e              | Jean Auclair    |  | UMP   | Siège supprimé      | Siège supprimé | Siège supprimé |

## Impact du redécoupage territorial
Du fait de l'importante sur-représentation de la Creuse à l'Assemblée Nationale, le redécoupage électoral de 2010, avec la règle d'un député pour environ 125 000 habitants, a fait perdre à la Creuse le fait de disposer de deux circonscriptions. La Creuse ne possède donc plus qu'une seule circonscription épousant ses limites départementales et englobant tous les cantons départementaux. Ce redécoupage fusionne donc les deux anciennes circonscriptions en une seule.

De ce fait, les deux députés sortants de la Creuse s'affrontent pour le même siège.

## Positionnement des partis
- Le PS n'a passé aucun accord avec ses partenaires dans le département, il a donc investi Michel Vergnier[2].
- Le Front de gauche est lui aussi présent dans le département et a choisi d'investir une femme, Marie-Hélène Chauvat-Pouget, membre du PCF[3].

## Résultats

### Résultats à l'échelle du département
| Parti          | Parti                             | Premier tour | Premier tour | Second tour | Second tour | Siège |
| Parti          | Parti                             | Voix         | %            | Voix        | %           | Siège |
| -------------- | --------------------------------- | ------------ | ------------ | ----------- | ----------- | ----- |
|                | Parti socialiste                  | 27 235       | 44,41        | 35 464      | 57,55       | 1     |
|                | Europe Écologie Les Verts         | 1 424        | 2,32         |             |             | 0     |
|                | Majorité présidentielle           | 28 659       | 46,73        | 35 464      | 57,55       | 1     |
|                |                                   |              |              |             |             |       |
|                | Union pour un mouvement populaire | 20 726       | 33,80        | 26 157      | 42,45       | 0     |
|                | Divers droite dont DLR            | 447          | 0,73         |             |             | 0     |
|                | Droite parlementaire              | 21 173       | 34,53        | 26 157      | 42,45       | 0     |
|                |                                   |              |              |             |             |       |
|                | Front national                    | 4 692        | 7,65         |             |             | 0     |
|                | Front de gauche                   | 4 600        | 7,50         | 0           |             |       |
|                | Mouvement démocrate               | 1 510        | 2,46         | 0           |             |       |
|                | Divers écologiste dont AÉI        | 363          | 0,59         | 0           |             |       |
|                | Extrême gauche dont LO            | 329          | 0,54         | 0           |             |       |
|                |                                   |              |              |             |             |       |
| Inscrits       | Inscrits                          | 96 749       | 100,00       | 96 734      | 100,00      | 1     |
| Abstentions    | Abstentions                       | 34 260       | 35,41        | 32 516      | 33,61       |       |
| Votants        | Votants                           | 62 489       | 64,59        | 64 218      | 66,39       |       |
| Blancs et nuls | Blancs et nuls                    | 1 163        | 1,86         | 2 597       | 4,04        |       |
| Exprimés       | Exprimés                          | 61 326       | 98,14        | 61 621      | 95,96       |       |

### Résultats par circonscription

#### Circonscription unique de la Creuse
| Candidat       | Candidat                      | Parti                 | Premier tour | Premier tour | Second tour | Second tour |  |
| Candidat       | Candidat                      | Parti                 | Voix         | %            | Voix        | %           |  |
| -------------- | ----------------------------- | --------------------- | ------------ | ------------ | ----------- | ----------- |  |
|                | Michel Vergnier sortant réélu | PS                    | 27 235       | 44,41        | 35 464      | 57,55       |  |
|                | Jean Auclair sortant          | UMP                   | 20 726       | 33,80        | 26 157      | 42,45       |  |
|                | Martial Maume                 | RBM (FN)              | 4 692        | 7,65         |             |             |  |
|                | Marie-Hélène Pouget-Chauvat   | FG (PCF) (NPA)        | 4 600        | 7,50         |             |             |  |
|                | Patrick Aïta                  | CpF (Divers) (MoDem), | 1 510        | 2,46         |             |             |  |
|                | Baptiste François             | EÉLV                  | 1 424        | 2,32         |             |             |  |
|                | Cédric Bessuand               | DLR                   | 447          | 0,73         |             |             |  |
|                | Félix Crespo                  | AÉI                   | 363          | 0,59         |             |             |  |
|                | Roger Gorizzutti              | LO                    | 329          | 0,54         |             |             |  |
|                |                               |                       |              |              |             |             |  |
| Inscrits       | Inscrits                      | Inscrits              | 96 749       | 100,00       | 96 734      | 100,00      |  |
| Abstentions    | Abstentions                   | Abstentions           | 34 260       | 35,41        | 32 516      | 33,61       |  |
| Votants        | Votants                       | Votants               | 62 489       | 64,59        | 64 218      | 66,39       |  |
| Blancs et nuls | Blancs et nuls                | Blancs et nuls        | 1 163        | 1,86         | 2 597       | 4,04        |  |
| Exprimés       | Exprimés                      | Exprimés              | 61 326       | 98,14        | 61 621      | 95,96       |  |